# Lynn Powis
Trevor Lynn Powis (* 7. Juli 1949 in Saskatoon, Saskatchewan) ist ein ehemaliger kanadischer Eishockeyspieler und -trainer, der im Verlauf seiner aktiven Karriere zwischen 1966 und 1983 unter anderem 131 Spiele für die Chicago Black Hawks und Kansas City Scouts in der National Hockey League (NHL) sowie 166 Spiele für die Calgary Cowboys, Indianapolis Racers und Winnipeg Jets in der World Hockey Association (WHA) auf der Position des Centers bestritten hat. Seinen größten Karriereerfolg feierte Powis, der in Deutschland für den Duisburger SC und EV Füssen spielte, im Trikot der Winnipeg Jets mit dem Gewinn der Avco World Trophy im Jahr 1978. Sein älterer Bruder Geoff Powis war ebenfalls professioneller Eishockeyspieler und in der NHL aktiv.

## Karriere
Zum Start seiner Karriere spielte Lynn Powis Eishockey an der University of Denver. Er wurde im NHL Amateur Draft 1969 von den Canadiens de Montréal aus der National Hockey League (NHL) in der sechsten Runde an 68. Position gewählt. Nach der Zeit an der University of Denver spielte Powis zunächst in der Saison 1970/71 für die Denver Spurs in der Western Hockey League (WHL) und anschließend eine Spielzeit für die Nova Scotia Voyageurs in der American Hockey League (AHL). Dort gewann er mit den Voyageurs in der Spielzeit 1971/72 den Calder Cup.
In der Saison 1972/73 spielte Powis für die Omaha Knights in der Central Hockey League (CHL) und wechselte zur anschließenden Saison 1973/74 im Tausch für Mike Baumgartner in die National Hockey League zu den Chicago Black Hawks. Im Rahmen des NHL Expansion Draft 1974 wurde Powis von den Kansas City Scouts ausgewählt und spielte eine Saison für sie. Alles in allem absolvierte Powis in der NHL 130 Spiele und erzielte dabei 19 Tore und 33 Assists. Während seiner Zeit von 1975 bis 1978 in der World Hockey Association (WHA) erzielte der Kanadier in 166 Spielen 57 Tore und 70 Assists und gewann dabei in der Saison 1977/78 mit den Winnipeg Jets die Avco World Trophy.
Nach dem Gewinn der Meisterschaft der nordamerikanischen Eishockeyliga WHA in der Saison 1977/78 kam Powis zur Saison 1978/79 zusammen mit Ken Baird und Mike Ford nach Deutschland zum Duisburger SC. Angeführt von diesen beiden Spielern schaffte Duisburg 1979 erstmals den Sprung in die Eishockey-Bundesliga. Nach zwei Spielzeiten 1979/80 und 1980/81 beim Duisburger SC wechselte Powis zur Spielzeit 1981/82 zum EV Füssen. Während der Saison 1980/81 übernahm Powis die Rolle des Co-Trainers bzw. Spielertrainers beim Duisburger SC. Nach einer letzten Spielzeit 1982/83 in Italien beim HC Alleghe beendete Powis seine aktive Karriere und kehrte nach Denver zurück.

## Erfolge und Auszeichnungen
| - 1967 President’s-Cup-Gewinn mit den Moose Jaw Canucks - 1969 NCAA-Division-I-Championship mit der University of Denver - 1972 Calder-Cup-Gewinn mit den Nova Scotia Voyageurs | - 1973 Adams-Cup-Gewinn mit den Omaha Knights - 1978 Avco-World-Trophy-Gewinn mit den Winnipeg Jets - 1979 Meister der 2. Bundesliga und Aufstieg in die Bundesliga mit dem Duisburger SC |

## Karrierestatistik
(Legende zur Spielerstatistik: Sp oder GP = absolvierte Spiele; T oder G = erzielte Tore; V oder A = erzielte Assists; Pkt oder Pts = erzielte Scorerpunkte; SM oder PIM = erhaltene Strafminuten; +/− = Plus/Minus-Bilanz; PP = erzielte Überzahltore; SH = erzielte Unterzahltore; GW = erzielte Siegtore; 1 Play-downs/Relegation; Kursiv: Statistik nicht vollständig)

## Einzelnachweis(e)
1. ↑  Gratulation zum 75. Geburtstag, waz.de, abgerufen am 7. Juli 2024

| Personendaten    | Personendaten                             |
| ---------------- | ----------------------------------------- |
| NAME             | Powis, Lynn                               |
| ALTERNATIVNAMEN  | Powis, Trevor Lynn (vollständiger Name)   |
| KURZBESCHREIBUNG | kanadischer Eishockeyspieler und -trainer |
| GEBURTSDATUM     | 7. Juli 1949                              |
| GEBURTSORT       | Saskatoon, Saskatchewan, Kanada           |